# Celaya Fútbol Club
El Celaya Fútbol Club es un equipo de fútbol mexicano que actualmente juega en la Liga Premier de México, tercera categoría del balompié profesional. Fue fundado el 7 de febrero de 1954 por el médico y promotor del deporte local Miguel Iriarte Montes; Ubicado en la ciudad del mismo nombre en el estado de Guanajuato, disputa sus partidos como local en el Estadio Miguel Alemán Valdés, y los colores tradicionales de su uniforme son el blanco y el azul.
Alcanzó notoriedad al convertirse en el primer y único equipo recién ascendido en México, que llegó a la final del Campeonato de Liga, esto en la temporada 1995-96, final que se definió a favor de Necaxa por la regla del gol de visitante.

## Historia

### Primeros años
El "Celaya Fútbol Club", fue fundado oficialmente el 7 de febrero de 1954 por Miguel Iriarte Montes, médico y empresario local, reconocido por ser promotor de diversas actividades deportivas en la ciudad como el beisbol, a la vez asumió el cargo como primer presidente institucional del club. Inmediatamente después, inició las gestiones para inscribir al club en la Segunda División, al tiempo de tener para entonces ya listo el estadio de la Unidad Deportiva Municipal, en construcción desde 1952. El equipo, bajo la dirección técnica de Florencio Caffaratti, debutó en la división de plata el 12 de septiembre de 1954 en la jornada uno de la temporada 1954-55, ante Querétaro Fútbol Club, en condición de local y con derrota 0-4. Su primera victoria, y por ende, su primer gol oficial, se produjeron en la jornada dos, el 18 de septiembre, derrotando 2-4 en Ciudad de los Deportes a los Pumas de la UNAM. Debutó también en la Copa de la 2.ª división el 23 de abril de 1955 venciendo como visitante 0-2 a Reboceros de La Piedad. En su primera temporada de la historia concluiría como 11.º de 14 equipos en la liga, y como semifinalista de la copa al caer 4-2 con Cuautla.

### Campeones de la 2.ª División y el ascenso al máximo circuito
Para la temporada 1957-58 lograron el ascenso a Primera División, coronándose campeones de la segunda categoría, tras una sobresaliente campaña en la que permaneció invicto en sus primeros 18 partidos; su campeonato se oficializó el 15 de diciembre de 1957 cuando derrotaron al Nacional 2-1 durante la jornada 21, una antes del final, asegurando matemáticamente el título y por ende el ascenso; el equipo concluyó la campaña con 35 puntos (tres por encima del subcampeón Monterrey), producto de 15 victorias, 5 empates y 2 derrotas, y con un balance goleador de 35 a favor y 19 en contra. Todavía en abril disputó y perdió el Campeón de Campeones de la 2.ª división frente al mismo Nacional. El entrenador era el argentino Florencio Caffaratti. El club tomaría el lugar del recién descendido Tampico.

### Temporada 1958-1959: Debut en la primera división
El domingo 13 de julio de 1958, el Celaya hizo su presentación en la Primera División, en Ciudad Universitaria, el Club América se impuso por marcador de 4-1, a pesar de que fue el cuadro guanajuatense el que abrió la cuenta a los 10 minutos por conducto de Felipe Negrete, aunque hay quienes acreditaron ese tanto a Mateo de la Tijera. Tardó en llegar la primera victoria de Celaya, que no ganó sino hasta la fecha 8 cuando venció 3-2 al Zamora. El mítico Javier De la Torre, quien después lo ganaría todo con Club Deportivo Guadalajara, dirigió durante 15 partidos de esta difícil temporada al Celaya, en la cual registro dos victorias antes de ser removido. Al final del año, Celaya salvó la categoría por apenas un punto de ventaja sobre el Cuautla FC. Además también debutó en la Copa México de esa campaña, 15 de marzo de 1959 con un empate como local 3-3 frente a Toluca, dentro del juego de ida de la primera ronda, misma en la quedó eliminado al perder la vuelta 2-3.
Como resultado de su primera temporada en Primera División, el equipo logró concluir en el 13.º lugar general, terminando con 19 puntos, únicamente ganando 4 encuentros; Ranulfo "Chapulín" Rosas con 8 goles, Jones con 5 y Appicciafoco también con 5 tantos fueron los goleadores del equipo. Para la segunda temporada el rendimiento del equipo mejoró, pero no lo suficiente, esta vez el equipo consiguió un total de 22 puntos para terminar en la 12.ª posición, dejando al final de la tabla al Morelia y al Zamora; Ferreyra con 9 goles, Ortiz con 8 y Cabañas con 4 fueron esta vez los goleadores del Celaya.

### A la segunda división en la temporada 1960-1961
Sin embargo, el equipo no salió de las últimas posiciones y el descenso parecía inevitable, fue así que para la temporada 1960-61, el equipo perdió 13 encuentros, empató 7 y solo ganó 6, para terminar como último lugar de la tabla general con 19 puntos, y con ello su regreso a la segunda división. La primera vuelta de los celayenses fue regular, pero en la segunda se derrumbó, Florencio Caffaratti dejó el cargo de entrenador y su sucesor Gabriel Uñate solo pudo conseguir dos empates en los últimos cinco juegos, descendió oficialmente el 15 de enero de 1961 al empatar a ceros con Tampico. En ese plantel que descendió, quienes se lograron destacar fueron Quaglia, J. Mercado e Ismael Ferreyra, quienes fueron los goleadores del equipo con 7, 5 y 4 goles respectivamente.

### Primera desaparición
De nuevo en segunda división, el Celaya participó con poca fortuna en los torneos del circuito de ascenso durante la década de 1960, ocupando constantemente las posiciones de la parte baja de la tabla. En la temporada 1969-70, luego de concluir como 17.º lugar el equipo y haber evitado el descenso a 3.ª división, se retiró del fútbol profesional, disolviéndose la franquicia poco después de su último partido el 1 de marzo de 1970 (derrota 1-2 como local ante Nacional). 
No participó del torneo de la liga México 1970 (la edición de la 2.ª división); sin embargo al final de este, la Federación Mexicana de Fútbol, que pretendía aumentar el número de equipos en todas las divisiones profesionales, organizó un torneo promocional para ascender al circuito de plata, e invitó al Celaya, por lo que la franquicia reapareció brevemente para participar en dicho certamen. Los partidos se jugaron en cancha neutral (el Estadio Plan de San Luis). Celaya perdió sus dos partidos (0-4 con Querétaro y 1-3 con la Universidad Veracruzana) y se retiró definitivamente. Esto marcó la primera desaparición del club.

### Linces del Tecnológico y Deportivo Celaya
De forma paralela al todavía vigente Celaya Fútbol Club de la segunda división, el 6 de julio de 1969 debutaron en la campaña 1969-70 de la 3.ª división los Linces del Instituto Tecnológico de Celaya, por lo que la ciudad contó por primera vez con dos equipos profesionales. No obstante una nueva franquicia, todavía con algunos lazos con el antiguo equipo, el Deportivo Celaya (que más tarde terminaría asumiendo el nombre y la identidad del Celaya F.C.), se integró a la temporada 1970-71 también de la tercera división; por lo que ambos clubes cohabitaron en la ciudad y su estadio, en el menor de los circuitos profesionales del balompié mexicano. Ambos equipos vivieron intermitencias de éxito y fracaso en la década de 1970. 
Los Linces fueron subcampeones de la liga 1970-71 luego de perder la final con Lobos Querétaro, y en la misma temporada campeón de la Copa de 3.ª división al vencer a Iguala, para posteriormente llevarse el cetro del Campeón de Campeones frente a los queretanos. Al final de la temporada 1971-72 fueron invitados a participar en la segunda división, por lo que la ciudad volvió a tener fútbol en el circuito de plata, sin embargo perdió en la liguilla por el no descenso de la temporada 1972-73, regresando al tercer nivel. Por expansión de la segunda división, nuevamente se integraron al circuito de ascenso en la campaña 1974-75. Sería en esta etapa, propiamente en la temporada 1975-76, que conseguirían el mayor de su éxitos deportivos; luego de clasificar a la fase final como segundo lugar de la tabla con 60 puntos, producto de 27 victorias, 6 empates y 13 derrotas (un balance goleador de 90 a favor y 61 en contra), encabezaron su sector en la liguilla grupal superando a Irapuato, Naucalpan y Tepeji del Río, llegando a la final por el ascenso al máximo circuito contra San Luis Potosí, pero cayeron ante estos por global de 3-2, a pesar de recibir la vuelta en casa. Jamás pudieron repetir el éxito y se retiraron del fútbol profesional al concluir la temporada 1977-78.
En tanto el Celaya F.C. concretó una de las mejores actuaciones de su historia en tercera división en la temporada 1973-74. Encabezó de forma invicta su grupo de la fase regular (la liga se dividió en sectores regionales) con 14 victorias y 4 empates (48 goles a favor y 17 en contra); superó en la ronda de semifinales por medio de la tanda de penales al Iberia de Córdoba y avanzó al triangular final a jugarse en el estadio de la Unidad Deportiva de Acapulco. Esta definición por el título resultó por demás accidentada; el duelo entre Coatzacoalcos y Tapatío fue suspendido por incidentes y de él surgieron varias sanciones; los del Celaya no desentonaron, su empate originalmente a tres con el cuadro veracruzano, jugado el 2 de mayo, fue anulado por la sanción a estos y se le otorgó la victoria 1-0 a la escuadra cajetera; y su inicial derrota 0-3 contra el equipo jalisciense, disputado el 4 de mayo de 1974, fue suspendido por invasión y se le otorgó el triunfo 1-0 al Celaya F.C. por lo que se coronó campeón de la tercera división y logró el ascenso a la división de plata. Recordando la ya mencionada invitación por expansión de los Linces, la ciudad tendría dos equipos en la segunda división en la temporada 1974-75. No duraría mucho este hito, sin necesidad de liguilla por el no descenso, el Celaya F.C. descendió al final de la campaña 1975-76 a la tercera categoría.

### Segunda y tercera desaparición
Luego de su regreso a la tercera división, el Celaya F.C. volvió a a navegar entre la media tabla y la parte baja. A principio de los años 1980 volvió a tener un ligero repunte de protagonismo al obtener dos subcampeonatos consecutivos. En la temporada 1980-81 concluyó en la segunda posición de la fase grupal final por debajo de Azucareros de Córdoba. En la campaña 1981-82, perdió sorpresivamente la definición por el título, luego de ganar el partido de ida como local, 3-0 a Poza Rica, en la vuelta los veracruzanos lograron la remontada al vencer 5-1 y dejar el global 5-4.
A la temporada siguiente, la 1982-83, las dos divisiones menores fueron objeto de una restructuración. La segunda división fue dividida en dos, la "A" y la "B". Esta última se constituyó con los peores cuadros de la temporada anterior en segunda, y los mejores de la campaña anterior de la tercera, entre ellos el Celaya F.C. en lo que técnicamente fue un ascenso de la cuarta a la tercera categoría. Su debut en la segunda división "B" fue sobresaliente al concluir como líder general, sin embargo no avanzó en la liguilla grupal a la final. A pesar del relativo éxito, la franquicia fue vendida a empresarios de Aguascalientes, quienes la mudaron y concretaron la segunda desaparición de la franquicia. La franquicia sería retomada para la temporada 1986-87, también de la segunda división "A". El paso fue efímero, el equipo no avanzó a la liguilla y volvió a desaparecer, esta vez trasladándose a Salamanca.

### Real Celaya y Deportivo Celaya
A mediados de 1990 la franquicia de Petroleros de Salina Cruz de la segunda división "A" se mudaron a Celaya y adquirieron el nombre de Real Celaya, participando en la temporada 1990-91, aunque sin ningún éxito ya que no accedió a la fase final por el título; Al final de la temporada cambió su nombre a Linces de Celaya. De forma simultánea en esa misma campaña, pero en la tercera división se coronó una franquicia de nombre Deportivo Celaya, pero fue promovida para ascender a la segunda "A" y no a la "B" como le correspondía, al hacerlo retomó el tradicional nombre de Celaya F.C.; de esta forma en la temporada 1991-92 la ciudad volvió a contar con dos equipos en la división de ascenso. Al final de la temporada 1992-93 Linces de Celaya se mudó a San Luis Potosí y abandonó el futbol profesional permanentemente. En tanto Celaya F.C. descendió a tercera división al final de la temporada 1993-94; se desconoce el destino de este equipo al descender, pero es probable que haya desaparecido en el mismo torneo, pues la ciudad no contaba con equipo profesional cuando se presentó el surgimiento del Atlético Celaya.

### Segundo ascenso
El equipo apareció en la Primera División "A" como Atlético Celaya en la temporada 1994-1995 al comprar la franquicia de Atlético Cuernavaca. Su debut resultó sobresaliente al concluir como 2.º lugar de la tabla general con 33 puntos, producto de 11 victorias, 11 empates y 6 derrotas, con un balance goleador de 37 a favor y 28 en contra. En la fase final, disputada con una ronda grupal inicial, superó en su sector a Atlético San Francisco, Querétaro y Marte. El equipo dirigido por Juan Manuel Álvarez se enfrentaría en la final al líder general de la competencia, el Pachuca. El partido de ida el 18 de junio terminó con empate a cero. La vuelta se disputó el 25 de junio de 1995 en el Estadio Hidalgo, en este, Celaya se convirtió en el primer campeón de la recién creada división y ascendió a la primera categoría, tras ganar 1-0 con gol del brasileño Amarildo Soares.
La directiva del club se encontró con el problema de un ascenso que no esperaba fuera tan inmediato, por lo que tuvo bastantes dificultades para organizar un equipo para la primera división nacional. Debido a una negativa de apoyo del gobierno del estado de Guanajuato, que en ese tiempo encabezaba Vicente Fox, la directiva cajetera, dirigida por Enrique Fernández Prado, tuvo que recurrir a recabar fondos de los habitantes del municipio, lográndose la ampliación del Estadio Miguel Alemán Valdez para que tuviera el cupo mínimo que requería la Federación Mexicana de Fútbol Asociación.

### Llegada de Emilio Butragueño y subcampeonato 1995-96
Luego del ascenso, Celaya de inmediato se puso en los reflectores cuando anunció el 11 de agosto de 1995 la contratación de la estrella del Real Madrid, Emilio Butragueño, para la temporada 1995-1996, lo que causó sensación. La operación tuvo un costo de seis millones dólares, el jugador recibiría un sueldo de un millón de dólares anuales, el contrato era por dos años. Dos días más tarde el futbolista español fue recibido en la plaza principal de la ciudad en medio de la algarabía de la afición presente, cuya asistencia era cercana a las cinco mil personas en la plaza.
Además del astro madridista, la directiva y el entrenador Juan Manuel Álvarez hicieron esfuerzos por conjuntar un plantel competitivo, cuyo objetivo era la permanencia en el máximo circuito. La generación conjuntada por el cuadro celayense incluyó a Richard Zambrano, José Damasceno "Tiba", Filiberto Fulgencio, Iván Hurtado, Sergio Bueno, Hugo Pineda, Armando Cabrera, Joel Cruz Alvarado, Víctor Díaz Leal, Juvenal Patiño, Salvador Mercado, Francisco Javier Cruz Alvarado, José Inés Franco, Alfonso Malibrán y Milton Antunes Nunes "Zico".
Su reaparición en Primera División se produjo el 26 de agosto de 1995 en el Estadio Miguel Alemán Valdés empatando 1-1 con Tecos de la UAG. Durante la campaña, se convirtió en la gran revelación del fútbol mexicano; su trayectoria en la fase regular fue de menos a más, aunque se mantuvo invicto durante las cinco primeras jornadas, concluyó la primera vuelta con solo cinco victorias, con la volatilidad de su porcentaje como recién ascendido, aun no podía garantizar la permanencia. Sin embargo en la segunda vuelta sorprendió e hilvanó una doble racha de cinco victorias y ocho partidos sin derrota, entre las jornadas 19 y 26, a este lapso positivo le siguió uno de tres derrotas consecutivas; no obstante volvió a hilar cuatro victorias seguidas en el cierre del torneo, con la primera de ellas, 4-1 contra Toros Neza de la jornada 30, aseguró su clasificación a la liguilla y también su salvación del descenso. Finalizó la etapa regular en el cuarto lugar de la tabla general, así como el primero de su grupo, el sector dos, que había compartido con América, Morelia, Atlante y Puebla. Su registro estadístico, en la primera temporada donde las victorias otorgaban tres puntos, quedó con 52 unidades, producto de 14 victorias, 10 empates y 10 derrotas, su balance goleador fue de 49 a favor y 46 en contra. Emilio Butragueño respondió con creces al finalizar como goleador del equipo con 14 tantos.
En la liguilla eliminó en cuartos de final a Monterrey gracias a la regla del gol de visitante, esto luego del empate a dos tantos en el juego de ida en el Tecnológico (doblete de Butragueño) jugado el 17 de abril de 1996, tres días después el empate a cero en el Miguel Alemán confirmaron su pase a la siguiente ronda. Enfrentó en semifinales a Veracruz, al que derrotó 1-0 en el Luis "Pirata" Fuente (gol de Salvador Mercado); y en la vuelta el 27 de abril el conjunto "astado" goleó 5-1 a los "escualos", con una destacada actuación de Richard Zambrano que anotó cuatro goles (Butragueño completó la cuenta), así accedió hasta la final contra el campeón vigente, el Club Necaxa.
El juego de ida de la final del campeonato de liga 1995-96 se disputó el 1 de mayo de 1996 en el Estadio Miguel Alemán Valdés, concluyendo con empate a uno; Ricardo Peláez abrió el marcador para los necaxistas al minuto 25, mientras que Carlos "El Abuelito" Hernández, marcó el único tanto celayense en la final al minuto 57. El juego de vuelta se realizó el 4 de mayo de 1996 en el Estadio Azteca, ante un fenómeno peculiar, y es que la mayoría de los aficionados presentes en el estadio provenían de la ciudad de Celaya, ya que dada la cercanía con la Ciudad de México, un número muy importantes de ellos se trasladó a ella y abarrotó el escenario mundialista, en un acontecimiento descrito por algunas fuentes como nunca visto para un equipo que visitaba el Azteca, por lo que la condición de "visitante" del equipo celayense era solo administrativa. El duelo se desarrolló de manera cerrada y competida en el medio campo, el estilo defensivo del Necaxa de Manuel Lapuente contuvo la ofensiva del conjunto cajetero, que tuvo su mejor oportunidad al minuto 85 cuando Emilio Butragueño no pudo rematar de cabeza frente a la portería, un pase de tiro libre dirigido al centro del área chica, estando libre de marca y con el portero vencido. Finalmente el duelo culminó 0-0 y Necaxa se coronó por la regla del gol de visitante.

### Permanencia e inestabilidad 1996-2002
Después de esa campaña llegó el inicio de los torneos cortos y el Celaya se convirtió en un equipo con malos resultados que lo llevaron a competir por no descender, aunque nunca perdió la categoría. Los momentos más relevantes en esta etapa en la estadía dentro del máximo circuito estuvieron marcados por resultados llamativos en partidos contra equipos protagonistas y las constantes salvaciones del descenso.
En el Invierno 1996 volvió a llamar la atención mediática al contratar a otra figura del Real Madrid de los ochenta, Miguel González "Michel"; al siguiente certamen, el Verano 1997 se convirtió en el último club en la carrera de otra figura del Real Madrid ochentero, y la máxima figura histórica del fútbol mexicano, Hugo Sánchez, la notoriedad del equipo por reunir a tres estrellas de la dinastía madridista no pasó de eso, la temporada, igual que la anterior resultaron negativas. En el Verano 1998 se salvó del descenso en la última jornada al combinarse el empate a cero con su rival directo Puebla y la derrota del tercer involucrado, Veracruz 0-2 contra Atlas.
El Verano 1999 sería el torneo más destacado desde el subcampeonato de 1995-96. Dirigido por Rubén Omar Romano (llegado desde el torneo anterior) el equipo desplegó un estilo de juego vertical y ofensivo que hizo frente a varios de los protagonistas del torneo y le permitieron terminar de remontar la desventaja de 24 puntos en la tabla porcentual, con la que inició el ciclo 1998-99 respecto de su más cercano competidor, el Puebla. Logró la salvación del descenso en la última jornada al empatar 2-2 contra América en un partido de volteretas en el Estadio Azteca; el resultado se combinó con el empate a cero de los otros dos equipos con opciones de descenso, Monterrey y Puebla, siendo los poblanos los condenados. Ese partido contra el cuadro azulcrema resultó por demás emotivo, ya qué el equipo llegó por primera vez, desde la campaña de regreso, con opciones reales de clasificación a la fase final, de hecho lo lograría con el triunfo, mismo que no concretó al caer el empate de América en los últimos minutos. No obstante el equipo cerró su mejor temporada corta ubicándose en el octavo lugar de la tabla general con 24 puntos, producto de 6 victorias, 6 empates y 5 derrotas, un balance goleador de 29 a favor y 26 en contra, siendo el único torneo corto en el que concluyó con marca ganadora y diferencial positivo de goles. No logró la clasificación debido a que terminó como tercer lugar de su grupo, pero sin superar en puntos a ningún segundo lugar de los otros sectores, lo que le habría dado el pase a la reclasificación.
La buena actuación de dicho torneo se trasladó al plano individual; por un lado Carlos Pavón fue el goleador del equipo con 13 goles, tercero de la tabla de goleo individual, en una campaña marcada por un hat-trick frente a Atlante y la falla de tres penales, que de concretarse habría superado los 15 goles del campeón goleador José Saturnino Cardozo; y por otro lado por primera vez en su historia un jugador astado recibió una convocatoria a selección nacional, aunque para un juego amistoso, el mediocampista Luis Fernando Soto.
Tras el retiro de Butragueño en 1998, Celaya contrató a jugadores de irrelevante paso por el club como Marco Antonio Figueroa, Javier Manjarín, Julio César de León, Christián Santamaría, Martín Vázquez, Diego Cagna, y Pedro Resendíz; por citar algunos, aunque se fichó a otros con un gran desempeño como: Diego Latorre, José Fabián Cela, Jorge Jerez, José Soto, Armando González, Luis Fernando Soto, Fabio Moreno y el goleador histórico en la primera división de la franquicia, Carlos Pavón.
Celaya protagonizó algunas jornadas destacables, como golear a Guadalajara en el Invierno 1999 por 5-0 en el Estadio Jalisco el 26 de septiembre de 1999, y al América en el Invierno 1998 por 5-1 en el Estadio Miguel Alemán Valdez el 22 de noviembre de 1998.

### Desaparición de la franquicia (2001-2002)
Al iniciar la temporada 2001-2002 el equipo no mejora pese a la inversión realizada por lo que al concluir dicha temporada, el presidente del equipo, Enrique Fernández Prado, ya no lo quiso sostener económicamente y se vio obligado a venderlo, aunque puso la condición de que el comprador debería mantener la escuadra en Celaya por lo menos un año más. La franquicia fue adquirida por Jorge Rodríguez Marié, quien una vez concluido el Apertura 2002 se lleva el club a Cuernavaca argumentando que no tenía el apoyo de la afición de Celaya. El último partido de esta etapa en primera división fue el 24 de noviembre de 2002 en el Estadio 10 de diciembre empatando a uno con Cruz Azul (gol de Diego Latorre). El equipo cambió de nombre a Colibríes de Morelos, aunque tuvieron que jugar en Xochitepec (población cercana a Cuernavaca) y utilizaron la unidad deportiva Mariano Matamoros, sin embargo descendieron al final del Clausura 2003.

### Refundación (Cajeteros de Celaya 2003-2005)
El equipo volvió a la Primera División 'A' para disputar el Clausura 2003, con el nombre de Club Cajeteros de Celaya, debido al cambio de sede de los Reboceros de La Piedad a Celaya, siendo Luis Domínguez, el presidente del club. Este equipo contó con jugadores como Mauro Gerk, Antonio Lomelí, Felipe Robles, Luis Fernando "Scoponi" Sandoval, Marcos García Nascimento, Javier Chávez, David Pacheco, Josemir Lujambio, entre otros; y permaneció en la ciudad hasta el Torneo Clausura 2005. Para el Apertura 2005 la franquicia se trasladó a la ciudad de Salamanca para revivir a los Petroleros.

### Club Celaya (2007)
En enero de 2007, el Club Celaya fue refundado nuevamente tras adquirir la franquicia de Tijuana Gallos Caliente, esta vez para ser la filial de Gallos Blancos de Querétaro en la Primera División 'A'. En su primera campaña, el Clausura 2007, el equipo logró llegar a la liguilla, pero por problemas extra-cancha al alinear a un jugador indebido, es suspendido y su trayectoria en el torneo acabó. A pesar del buen desempeño a lo largo del campeonato, el equipo solo estuvo presente ese torneo, ya que a finales del mismo el Querétaro desciende del máximo circuito, por lo que toma la franquicia y la vende.

### Surgimiento de la actual franquicia: Celaya F.C.
En 2008 renace la franquicia debido a que Promotora Deportiva M, quien anteriormente había manejado al equipo Soles de Acolman FC, vio a la ciudad de Celaya como el lugar propicio para la formación de una nueva franquicia y ese mismo año, reinician actividades en la Segunda División de México.
En el Torneo Independencia 2010 de la Liga Premier, luego de lograr el liderato general (empatado con Tampico-Madero y la filial de Querétaro Fútbol Club) clasificó a la liguilla, donde llegó hasta la final, en esta derrotó al mismo Tampico-Madero, y de esta forma consiguieron un boleto para disputar la final por el ascenso a la Liga de Ascenso. En la final de ascenso 2010-11, el Celaya disputó la serie definitiva contra la filial del Club Deportivo Guadalajara, consiguiendo el ascenso después de cuatro años al ganar por marcador de 3-1.

### Liga de Ascenso/Expansión (2011-2025)
Tras el ascenso del equipo el Celaya se consolidó con cierta facilidad en la categoría de plata del fútbol mexicano, sin lograr clasificarse a la liguilla pero tampoco teniendo problemas para descender. Sin embargo, en 2015 el equipo estuvo a punto de perder su plaza en el circuito de ascenso, salvando el descenso por una expansión de equipos en el Ascenso MX. A partir del Clausura 2016 el Celaya empezó a ganar protagonismo, finalizando como líder general en el Apertura 2016, aunque siendo eliminados en las semifinales por el Atlante. El equipo volvió a alcanzar el liderato en el Apertura 2017, aunque de nueva cuenta cayó eliminado en semifinales por el club Alebrijes de Oaxaca. Siendo estas las dos mejores actuaciones de los Toros en el Ascenso MX.
En la primavera de 2020 la Liga de Ascenso fue transformada en la Liga de Expansión MX, una nueva liga enfocada en el desarrollo de los jugadores por lo que el ascenso de categoría fue suprimido por un periodo de seis años a partir del 2020, el Celaya fue uno de los equipos fundadores de la nueva liga. En esta liga el Celaya consiguió dos subcampeonatos en los torneos Apertura 2022 y Apertura 2024.
Aunque el equipo tenía estabilidad en el plano deportivo, en el terreno administrativo el equipo comenzó a entrar en una crisis. En 2023 la familia Achar, propietaria del equipo vendió el club a José Hanan, un empresario dedicado a diversos rubros, sin embargo, esta venta nunca fue reconocida de forma oficial por la liga, por lo que aunque el equipo se mantenía bajo la administración de Hanan y Carlos Benavides Escardó, las decisiones seguían siendo tomadas por la familia Achar, por ello, a finales de 2024 se inició el proceso de venta de la franquicia a Bernardo Pasquel, un empresario veracruzano propietario del equipo de béisbol Águila de Veracruz. Durante el Torneo Clausura 2025 los rumores se hicieron más fuertes, aunque sin una respuesta oficial por parte de la directiva del Club Celaya. Lo que llevó a las autoridades municipales a llevar a cabo reuniones con los administradores del club para abordar la problemática sobre el futuro del fútbol profesional en la ciudad.

### Venta fallida de la franquicia y un nuevo inicio (2025-)
El 19 de junio de 2025 se anunció de manera oficial el proyecto de venta de la franquicia de Celaya para convertirse en un nuevo club llamado Piratas de Veracruz, sin embargo, esta operación fue bloqueada por la asamblea de dueños de los clubes de la Liga de Expansión. Tras el rechazo de la venta del equipo inició un periodo de incertidumbre para el Celaya, debido a que el interesado en comprar la franquicia apeló a las altas instancias de la Federación Mexicana de Fútbol para forzar la venta, sin embargo el máximo organismo del fútbol mexicano tampoco permitió el traslado a Veracruz. Por otro lado, dos empresarios locales presentaron un plan para administrar al equipo y asegurar su continuidad en la Liga de Expansión, contando con el apoyo del Ayuntamiento y deportistas locales, sin embargo, las negociaciones con los dueños del equipo no tuvieron éxito, en consecuencia el 10 de julio se anunció que la franquicia del Celaya en la Liga de Expansión fue congelada, lo que significa que este equipo no podrá tomar parte en la temporada 2025-26, aunque cuenta con la posibilidad de volver a competir el siguiente año si existen mejores condiciones para su operación.
De manera paralela, los empresarios que buscaron rescatar al primer equipo de los Toros iniciaron gestiones para establecer una nueva escuadra en la Liga Premier de México, tercera categoría del fútbol mexicano, anunciándose el 27 de junio de 2025 bajo el nombre Club Celaya. El 22 de julio de 2025 se confirmó la existencia de este nuevo equipo luego de que la empresa Desarrolladora de Fútbol México ALC S.A. de C.V., la cual es reconocida como la propietaria oficial del club, aceptó ceder los derechos de la escuadra filial que poseía en la Liga Premier, y los cuales habían quedado libres tras la separación de los clubes Lobos ULMX y Celaya, por lo que de esa forma se mantuvo un equipo representativo del Celaya F. C. con una directiva local, lo que terminó con el periodo de incertidumbre vigente desde que se anunció el rechazo de la venta de la franquicia al proyecto deportivo de Veracruz.

## Estadio

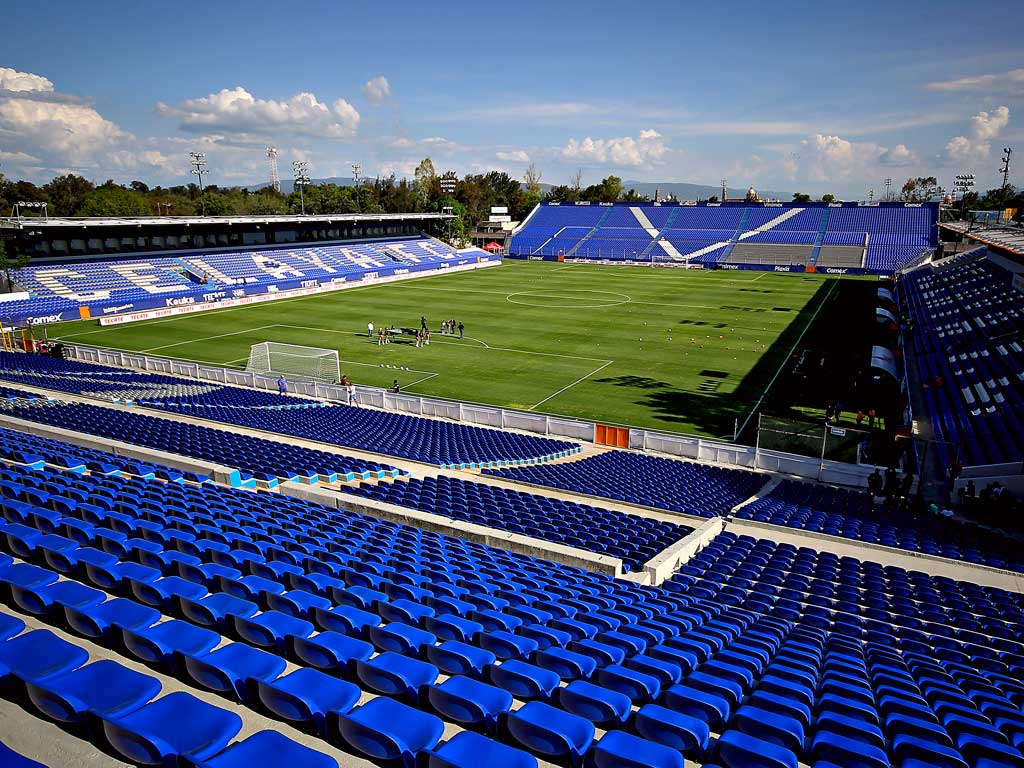
Estadio Miguel Alemán Valdés.

El Estadio Miguel Alemán Valdés es un estadio de fútbol localizado en la ciudad de Celaya, Guanajuato, México. Fue inaugurado en 1954 y remodelado 40 años después para cumplir los lineamientos de la Federación Mexicana de Fútbol y ser sede de Primera División.
Tiene capacidad para 23 369 espectadores y su diseño asemeja al de los tradicionales estadios ingleses de tribunas laterales amplias y separadas de las grandes cabeceras, ambas muy cercanas a la cancha; en el año 1995 su pasto fue considerado el mejor de México. Tiene un diseño simple y las cabeceras no contaban con asientos, solo gradería de concreto, hasta la remodelación antes del comienzo de la temporada 2015-16 en que el estadio se embutacó completamente. Se encuentra ubicado en la unidad deportiva Miguel Alemán Valdés.

## Uniforme

### Uniformes actuales
- Uniforme local: Camiseta blanca con un chevrón azul, pantalón azul y medias blancas.
- Uniforme visitante: Camiseta azul marino con un chevrón blanco y azul, pantalón y medias azul marino.
- Uniforme alternativo: Por presentar.

| Primer Uniforme | Segundo Uniforme |

### Uniformes anteriores
- 2021-2022

| Primer Uniforme | Segundo Uniforme | Tercer Uniforme |

- 2019-2021

| Primer Uniforme | Segundo Uniforme | Tercer Uniforme |

- 2018-2019

| Primer Uniforme | Segundo Uniforme | Tercer Uniforme |

- 2017-2018

| Primer Uniforme | Segundo Uniforme | Tercer Uniforme |

- 2015-2017

| Primer Uniforme | Segundo Uniforme | Tercer Uniforme |

- 2014-2015

| Primer Uniforme | Segundo Uniforme | Tercer Uniforme |

- 2013-2014

| Primer Uniforme | Segundo Uniforme | Segundo Uniforme |

## Símbolos

### Colores
Colores originales del club en la década de 1950 eran de color rojo y negro. A finales de 1980 y principios de 1990, el club comenzó a usar blanco y negro con forma de V de actualidad a través del pecho de los partidos en casa y una camisa de rayas negro para partidos fuera de casa, que todavía utilizan para esta fecha.

### Himno
Escuchar el himno oficial del Club Celaya.

## Directores técnicos
- Juan Manuel Álvarez Álvarez (1994-1996)
- Rubén Omar Romano (1998-2000)
- Marco Antonio Figueroa (2006-2007)
- Sergio Rubio Ríos (2007)
- Miguel Fuentes (2008-2012)
- Marco de Almeida (2012-2014)
- Fernando Palomeque (2014)
- Jorge Humberto Torres (2014)
- Nicolás Trejo (2014) (interino)
- Milton Antonio Nunes Zico (2014)
- Enrique López Zarza (2015)
- Gustavo Díaz (2015-2017)
- Ariel López (2017) (Interino)
- Ricardo Valiño (2017-2018)
- Enrique Max Meza (2018)
- José Islas (2019)
- Héctor Altamirano (2019-2020)
- Israel Hernández (2020-2022)
- Francisco Ramírez Gámez (2022-2023)
- Cristian Paulucci (2023-2024)
- Sergio Rubén Blanco (2024-2025.)
- Luis Fernando Soto (2025-Act.)

## Jugadores

### Altas y bajas: Apertura 2025
| Altas        | Altas    | Altas        | Altas |
| Jugador      | Posición | Procedencia  | Tipo  |
| ------------ | -------- | ------------ | ----- |
| Bandera de ? |          | Bandera de ? |       |

| Bajas               | Bajas         | Bajas           | Bajas                 |
| Jugador             | Posición      | Destino         | Tipo                  |
| ------------------- | ------------- | --------------- | --------------------- |
| Gabino Espinoza     | Portero       | Atlante F.C.    | Traspaso              |
| Humberto Hernández  | Portero       | C.D. Irapuato   | Rescisión de contrato |
| Daniel Fuentes      | Portero       | Bandera de ?    | Rescisión de contrato |
| Jonathan Tovar      | Defensa       | Atlante F.C.    | Fin de contrato       |
| Daniel Cervantes    | Defensa       | Bandera de ?    | Fin de contrato       |
| Ernesto Monreal     | Defensa       | Bandera de ?    | Rescisión de contrato |
| Osmar Múñoz         | Defensa       | Bandera de ?    | Rescisión de contrato |
| Noé Topete          | Defensa       | Bandera de ?    | Rescisión de contrato |
| Salvador Manríquez  | Defensa       | Bandera de ?    | Rescisión de contrato |
| Pedro Hernández     | Defensa       | Bandera de ?    | Rescisión de contrato |
| Juan Blanco         | Defensa       | Bandera de ?    | Rescisión de contrato |
| Lucas de Los Santos | Mediocampista | Club Puebla     | Fin de préstamo       |
| Carlos Baltazar     | Mediocampista | Club Puebla     | Fin de préstamo       |
| Jorge García        | Mediocampista | C.F. Cruz Azul  | Fin de préstamo       |
| Duilio Tejeda       | Mediocampista | Tlaxcala F.C.   | Fin de contrato       |
| Eduardo del Ángel   | Mediocampista | C.D. Irapuato   | Rescisión de contrato |
| Adolfo Domínguez    | Mediocampista | Venados F.C.    | Rescisión de contrato |
| Amichia Kassi       | Mediocampista | Bandera de ?    | Rescisión de contrato |
| Arturo Sánchez      | Delantero     | Bandera de ?    | Fin de contrato       |
| Edson Partida       | Delantero     | Querétaro F.C.  | Fin de contrato       |
| Martín Barragán     | Delantero     | Atlético La Paz | Fin de contrato       |
| Juan Gamboa         | Delantero     | C.D. Irapuato   | Rescisión de contrato |
| Bruno Recalde       | Delantero     | Bandera de ?    | Rescisión de contrato |

### Destacados
| - Diego Cagna - Diego Latorre - Antonio Mohamed - Alfredo David Moreno - Jonathan Lacerda - Richard Zambrano - Ivan Hurtado - Julio César de León - Carlos Pavón - Ignacio Ambriz - Alexandro Álvarez - Felix Fernández Christileb - Jaime Lozano - Ángel Reyna - Leobardo López - Salvador Vaca - José Juan Vázquez | - Luis Fernando Soto Garduño - Hugo Sánchez - Pepe Soto - Emilio Butragueño - Rafael Martín Vázquez - Míchel - Rafa Paz - Javier Manjarin - José Damasceno - Sergio Andrés Vergara |

### Máximos goleadores

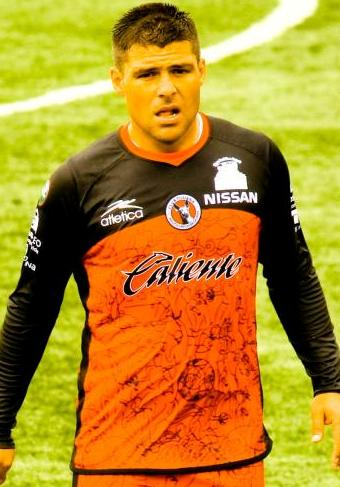

| N.º | Jugador               | Período               | Total | Liga | Copa |
| --- | --------------------- | --------------------- | ----- | ---- | ---- |
| 1   | Mauro Gerk            | 2003-05               | 58    | 58   | -    |
| 2   | Carlos Pavón          | 1998-2000             | 34    | 34   | -    |
| 3   | Ricardo Marín Sánchez | 2019-2020 / 2021-2023 | 40    | 40   | -    |
| 4   | Emilio Butragueño     | 1995-98               | 30    | 29   | 1    |
| 4   | Luis Fernando Soto    | 1996-2000 / 2001-2002 | 30    | 30   | -    |
| 4   | Sergio Vergara Sáez   | 2015-2017 / 2020-21   | 30    | 30   | -    |
| 5   | Patricio Barroche     | 2011-2015             | 26    | 26   | -    |
| 5   | Diego Latorre         | 2001-2003             | 26    | 26   | -    |
| 6   | José Damasceno        | 1995-96 / 1999-02     | 17    | 17   | -    |
| 7   | Ángel Reyna           | 2016-2018             | 16    | 13   | 3    |
| 7   | Alfredo Moreno        | 2015-2018             | 16    | 14   | 2    |
| 7   | Armando González      | 1999-2003             | 16    | 16   | -    |

## Datos del club
- Temporadas en Primera División: 17
- Temporadas en 2.ª División o 1.ª División “A”: 44.
- Temporadas en Liga de Expansión MX: 10.
- Liguillas por el título: 1
- Finales por el título: 1 (1995-96)
- Superlideratos: 0
- Descensos a 2.ª Div. o 1.ª "A": 1 (1960-61)
- Ascensos a 1.ª Div.: 2 (1957-58 y 1994-95)
- Posición final más repetida: 16.º (4 veces)
- Puesto histórico en Primera División: 30.º
- Puesto histórico en liguillas Primera División: 29.º
- Mejor puesto en Primera División: 4.º (1995-96)
- Peor puesto en Primera División: 18.º de 18 equipos (Invierno 2000).
- Mayor goleada conseguida: 5-0 frente a Guadalajara (Invierno 1999).
- Mayor goleada recibida: 0-6 frente al Atlante y América (Invierno 1996 y Invierno 1999).
- Más puntos en una temporada:
  - En torneos largos: 52 (1995-96).
  - En torneos cortos: 24 (Verano 1999).
- Mayor racha de partidos sin perder: 8 (Fecha 19 1995-96 - Fecha 26 1995-96).
- Mayor número de goles marcados en una temporada:
  - En torneos largos: 49 (1995-96)
  - En torneos cortos: 29 (Verano 1999).
- Más triunfos en una temporada: 14, (1995-96)
- Mayor porcentaje de puntos ganados: 51% (1995-96)
- Más juegos sin recibir gol: 3 (1960-61)
- Más victorias consecutivas: 5 (1995-96)
- Más empates consecutivos: 5 (1960-61)
- Más derrotas consecutivas: 5 (Entre Verano 2001 e Invierno 2001)
- Más empates en una temporada: 11 (1958-59)
- Más derrotas en una temporada: 13 (1960-61)
- Más juegos seguidos sin ganar: 14 (1958-59)
- Menos victorias en una temporada: 14 (1995-96)
- Menos empates en una temporada: 2 (Invierno 1996)
- Menos derrotas en una temporada: 6 (Verano 2000)
- Jugador con más goles en una temporada: Emilio Butragueño con 14 en 1995-96)
- Jugadores con más goles en un partido: Richard Zambrano, 4 en el juego de vuelta de la semifinal de 1995-96 ante Veracruz
- Más juegos seguidos anotando (equipo): 11 (1995-96)
- Más juegos seguidos anotando (jugador): 4, Paulino Rocha Paulinho, Richard Zambrano, Salvador Mercado y Emilio Butragueño; todos en 1995-96.
- Más juegos seguidos sin anotar: 3 (1960-61 y 1995-96)

## Palmarés

### Torneos oficiales
| Competición nacional                                        | Títulos                        | Subcampeonatos                |
| ----------------------------------------------------------- | ------------------------------ | ----------------------------- |
| Primera División de México (0/1)                            |                                | 1995-1996.                    |
| Primera División 'A' de México (1/0)                        | 1994-1995.                     |                               |
| Liga de Expansión MX (0/2)                                  |                                | Apertura 2022, Apertura 2024. |
| Segunda División de México (2/0)                            | 1957-1958, Independencia 2010. |                               |
| Copa de la Segunda División de México (0/1)                 |                                | 1967-68                       |
| Campeón de Campeones de la Segunda División de México (1/1) | 2010-2011.                     | 1957-58                       |
| Tercera División de México (1/2)                            | 1973-1974                      | 1980-1981, 1981-1982.         |

### Torneos amistosos
- Copa Corona: 1999.[53]